# 法比安·德爾夫
法比安·德爾夫（英語：Fabian Delph，1989年11月21日—），出生於布拉德福德，是一名已退役英格蘭職業足球運動員，司職中場及左閘。德爾夫是左腳球員，主要擔任左中場或正中場，具備準繩長短傳能力及遠射腳頭，被視為「新謝拉特」。他有資格可以代表蓋亞那出賽。

## 生平

### 列斯聯
德爾夫於1989年11月21日在布拉德福德出生，於家鄉球隊巴拉福特任學徒球員開展其足球歷程，年僅11歲的德爾夫在2001年9月離隊加盟當時仍在英超的列斯聯，德爾夫更於2006年獲得列斯聯提供兩年獎學金。
2006/07年球季德爾夫成為列斯聯預備隊主力球員之一，更在2007年5月6日季末最後一戰以後補身份上場代表一隊處子出戰打比郡。由於表現出色，於2008年1月11日獲提供一份兩年職業球員合約，更獲委為預備隊的隊長，期間代表英格蘭U-19參加國際賽，在2007/08年球季為一隊上陣兩次，同為後補上場。
2008/09年球季德爾夫獲提升上一隊，獲發上季因球隊被扣15分而停用的15號球衣。2008年8月13日首次亮相聯賽盃，第一圈作客5-2大勝車士打。僅僅6次上陣後，列斯聯即於9月5日提供一份4年新約給迪夫簽署，他於簽約翌日5-2擊敗克魯取得首個一隊入球，離門30碼遠射先開紀錄，10月12日主場3-1擊敗白禮頓交出一個漂亮助攻，鋒芒完全蓋過對手中場悍將。其後於10月23日主場對華素爾再轟入兩球遠程「世界波」，協助球隊輕勝3-0。11月22日主場4-1擊敗哈特普爾射入再度領前2-1的一球。
在對華素爾一戰成名後，德爾夫的表現吸引一眾英超領隊的注目，牽上關係的有西布朗及新特蘭，有傳阿仙奴的願意付出600萬英鎊收購這名中場小將，而紐卡素的出價更被列斯聯主席肯·碧斯一口拒絕，更保證迪夫會留在艾蘭路球場。
德爾夫的表現亦獲得賞識，於2008年11月獲徵召加入英格蘭U-21大軍，是自以後首名被U-21徵召的列斯聯球員，在11月18日對捷克U-21的友誼賽，於完場前的86分鐘入替入球功臣之一的，首次披上U-21的球衣登場。

### 阿士東維拉
2009年8月4日，德爾夫加盟由馬田·奧尼爾領軍的阿士東維拉。2010年4月，德爾夫在操練時左膝前十字韧带撕裂，須要養傷長達8個月。德爾夫於拆禮物日復出對後觸傷舊患再次缺陣2個月，於2011年2月26日，在主場4-1擊敗布力般流浪後補入替再上戰場。3月3日，德爾夫與阿士東維拉續約四年留隊至2015年。

#### 2011-12球季
2011/12年球季季初德爾夫一度擔任球隊主力，但於12月以後遭受領隊冷待，於2012年1月20日被外借返回列斯聯直至2月25日。

### 曼城
2015/16赛季，德尔夫以800万英镑的转会费加盟曼城。

### 埃弗顿
德尔夫于2019年7月15日与英超球會埃弗顿签约，合同为期三年。

## 外部連結
- 足球数据库：法比安·迪夫的球员统计数据
- PFA球員簡介：法比安·迪夫 （页面存档备份，存于）
- Scouting report:Fabian Delph, Leeds United （页面存档备份，存于）